# Microcodon
Microcodon – rodzaj roślin z rodziny dzwonkowatych. Obejmuje cztery gatunki. Rośliny te występują w południowo-zachodniej części Południowej Afryki.

## Morfologia
PokrójDrobne rośliny jednoroczne.
LiścieSkrętoległe, czasem pozornie naprzeciwległe.
KwiatyDrobne, zebrane w szczytowe główki lub baldachogrona. Kielich zwykle z działkami liściastymi, powiększającymi się w czasie owocowania. Korona kwiatu jest walcowata, w dole zrośnięta, w górze zwieńczona łatkami krótszymi od rurki. Pręciki krótkie (nie wystają z korony) o nitkach cienkich, przyległych do korony, krótszych od pylników. Szyjka słupka także schowana w rurce korony.
OwoceTorebki podzielone na komory, otwierające się szczytowo 5 klapkami.

## Systematyka
Pozycja systematyczna
Rodzaj z rodziny dzwonkowatych Campanulaceae klasyfikowany w jej obrębie do podrodziny Campanuloideae.
Wykaz gatunków
- Microcodon glomeratus A.DC.
- Microcodon hispidulus (L.f.) Sond.
- Microcodon linearis (L.f.) H.Buek
- Microcodon sparsiflorus A.DC.